# Sant Cosme i Sant Damià de Prada

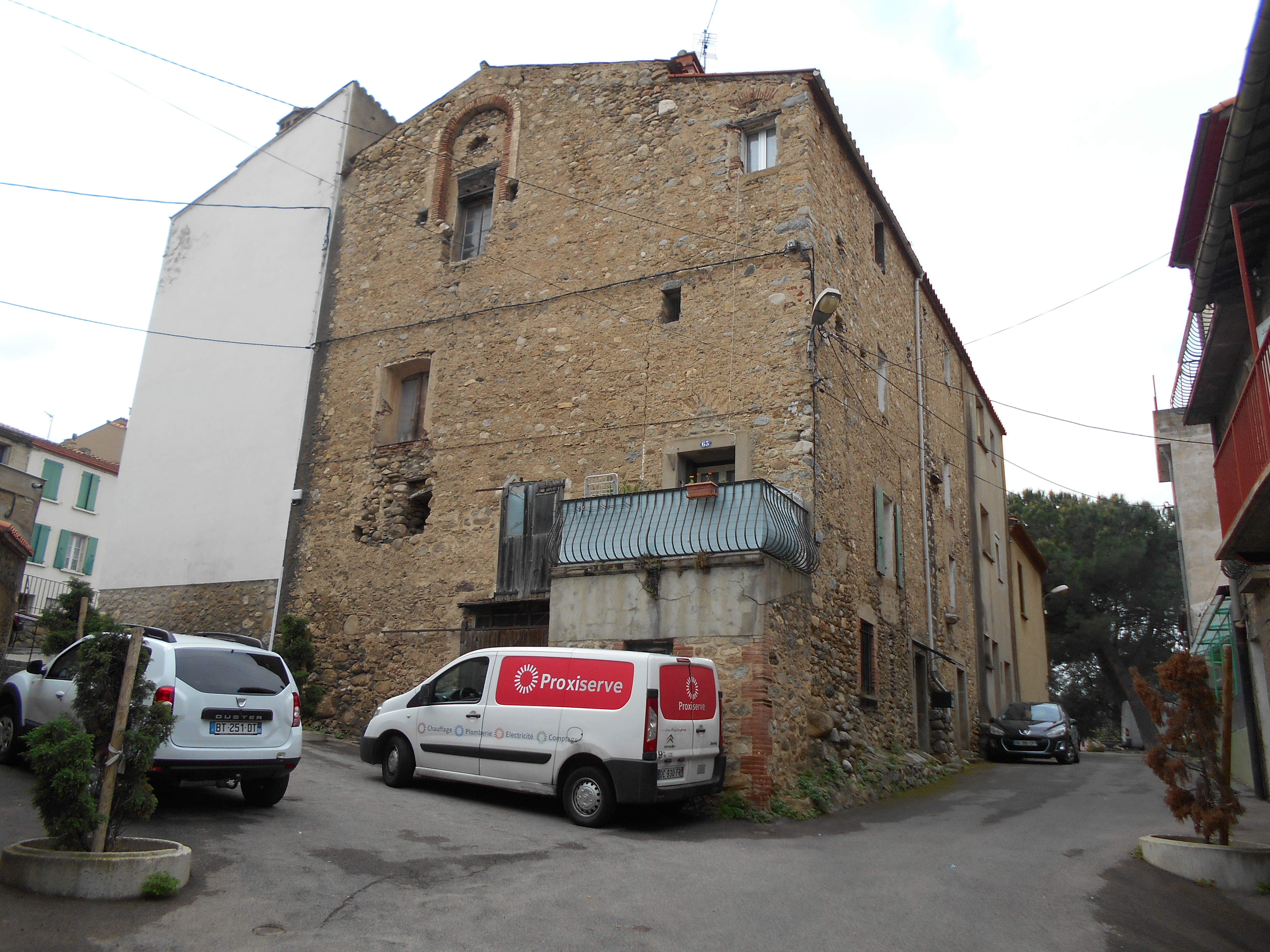
Façana oriental

Sant Cosme i Sant Damià de Prada és una capella de la vila de Prada, a la comarca del Conflent, de la Catalunya del Nord.
Està situada a llevant de la vila, a l'illa de cases delimitada pels carrers de l'Escorxador i del Firal i l'Avinguda del Doctor Lavall, a tocar de la carretera (Avinguda del General de Gaulle).
Desapareguda com a església, les seves estructures arquitectòniques es troben absorbides per cases particulars i antics establiments industrials o artesanals. Se'n conserva la nau, la façana de llevant, els murs laterals i la façana de ponent, amb l'espadanya de dos ulls, incorporat en la mateixa paret de l'edifici que s'hi construí.